# Calozodion singularis
Calozodion singularis is een naaldkreeftjessoort uit de familie van de Metapseudidae. De wetenschappelijke naam van de soort is voor het eerst geldig gepubliceerd in 2002 door Gutu.